# Gryne leprosa
Gryne leprosa is een hooiwagen uit de familie Cosmetidae.